# Ніка Нінуа
Ніка Нінуа (груз. ნიკა ნინუა, нар. 22 червня 1999, Тбілісі, Грузія) — грузинський футболіст, півзахисник грецького клубу ПАОК та молодіжної збірної Грузії. На правах оренди грає за клуб «Ламія».

## Ігрова кар'єра

### Клубна
Ніка Нінуа почав займатися футболом в академії тбіліського «Динамо». У 2016 році Нінуа дебютував у складі першої команди клубу. З 2018 року Ніка Нінуа є основним гравцем команди і своєю грою він зробив значний внесок в чемпіонство 2019 року. 
В серпні 2020 року Нінуа підписав чотирирічний контракт з грецьким ПАОКом. За деякою інфрмацією цей трансфер обійшовся керівництву грецького клубу у 850 тис євро.

### Збірна
З 2014 року Ніка Нінуа є постійним гравцем юнацьких та молодіжної збірних Грузії.

## Досягнення
- Чемпіон Грузії (2):

«Динамо» (Тбілісі): 2019, 2020
- Володар Кубка Греції (1):

ПАОК: 2020-21